# 아인 사크리 연인상

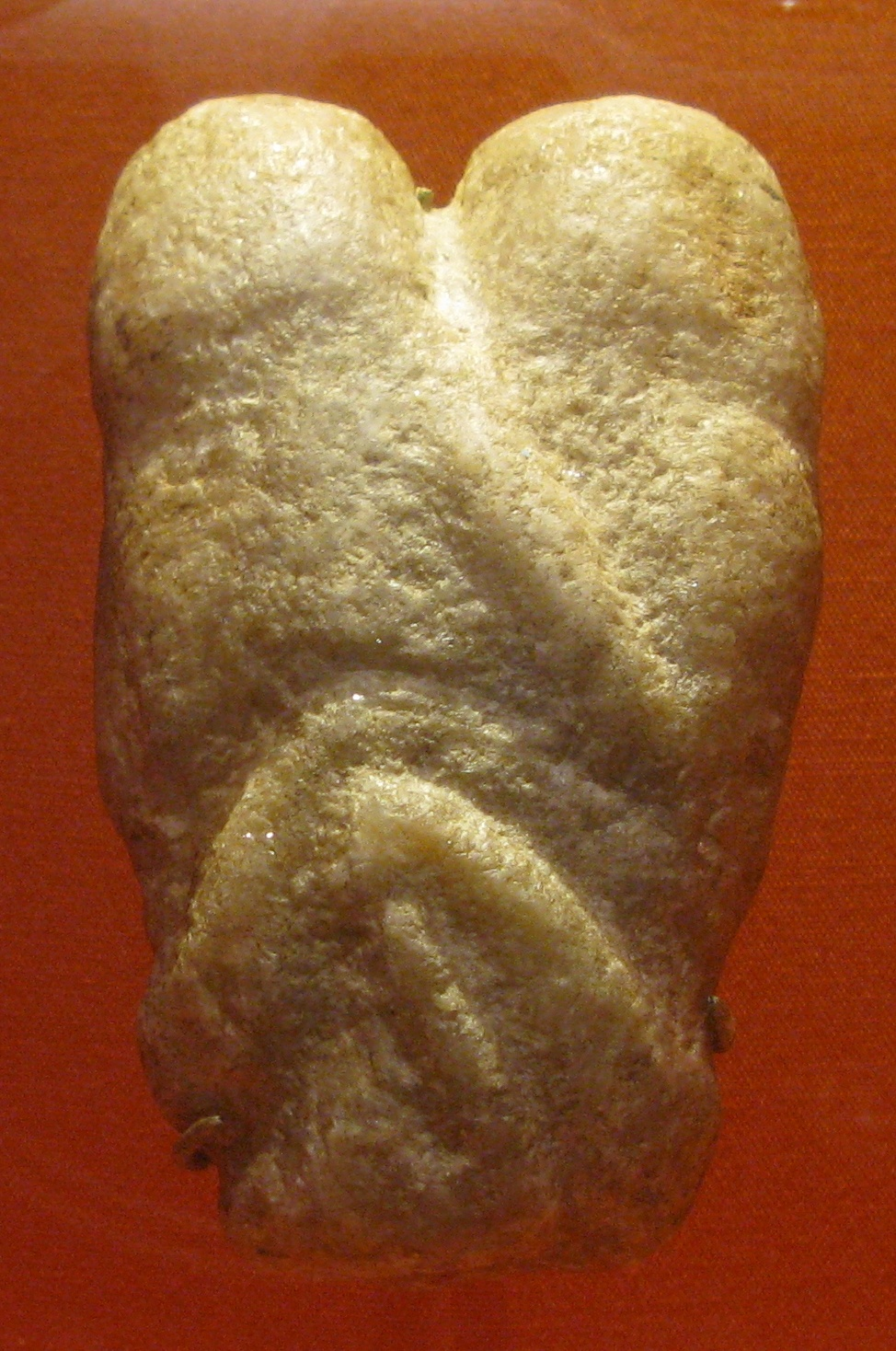
아인 사크리 연인상

아인 사크리 연인상(Ain Sakhri Lovers)는 이스라엘 베들레헴 인근의 아인 사크리 동굴에서 발견된 조각상이다. 지금으로부터 약 1만 1000년 전에 제작된 나투프 문화의 유물로 추정되며, 두 사람이 성관계를 하는 모습을 표현한 조각 중에서는 가장 오래된 것으로 유명하다. 현재 영국 런던의 대영박물관에 소장되어 있다.

## 발견
1933년 예루살렘 주재 프랑스 영사 르네 뇌빌 (René Neuville)이 처음으로 그 실체를 밝혀냈다. 뇌빌은 선사시대 역사가로 레반트 지역에서 찾은 스쿨과 카프제 유골의 판명에 일조한 사람이기도 하다. 당시 그는 베들레헴에서 프랑스 사제들이 소유하던 발견품들을 살펴보는 활동을 했는데, 아인 사크리 연인상은 아베 브뢰유와 함께 작은 박물관을 둘러보다가 발견하였다.
뇌빌은 연인상이 귀중한 유물임을 한눈에 알아봤고, 한 베두인의 설명으로 여인상이 와디 하레이툰 (Wadi Khareitoun)라는 지역에서 발견됐다는 입수 경위까지 파악할 수 있었다. 뇌빌은 정확한 경위를 추적하던 중 아인 사크리 동굴에 이르러 그곳이 기원임을 알아내고, 동굴 이름을 따와 여인상을 '아인 사크리 여인상'으로 명명하였다. 이후 동굴에서 이뤄진 조사 결과, 말기 구석기 시대의 흔적이 주를 이루었으며 나투프 문화에 속한다는 사실이 밝혀졌다. 따라서 외부의 유입이 아닌 동굴 주민들이 스스로 제작한 것이며, 장례품의 일부로 자리를 벗어나지 않고 고스란히 전해져 왔을 것으로 추정되었다.
한동안 르네 뇌빌의 개인소장품으로 남아 있던 이 연인상은 1952년 본인이 사망하면서 아들 M. Y. 뇌빌이 아버지의 소장품을 1958년 소더비 경매에 내놓았고, 대영박물관이 구입하여 현재까지 소장 중이다.

## 상세
아인 사크리 여인상은 방해석으로 된 자갈 한 덩이을 깎아 만든 것으로, 연인의 자세를 끄집어내기 위해 자갈의 한 지점을 파고들었다. 두 연인이 서로를 마주보고 있는 모습은 확실하나, 성별이 각각 어느쪽인지는 추정에 맡길 수밖에 없다. 연인의 얼굴이나 디테일한 묘사는 부족하지만, 분명 하나의 조각상으로 여겨진다.
마크 캉은 보는 시점에 따라 연인상의 면모가 달리 보일 것이라면서, 그냥 보면 연인의 신체와 성기, 유방을 나타낸 것처럼 보이겠지만, 거꾸로 뒤집어 아래부터 보면 고환 두 개처럼 보일 수도 있다고 짚었다. 또한 이는 곧 오늘날의 포르노 영화에서 클로즈업과 롱샷를 써서 성행위를 담는 것과 비견될 수 있다고 보았다.

## 같이 보기
- 석기 시대의 예술 작품 목록